# Bibliografia załącznikowa
Bibliografia załącznikowa, bibliografia przedmiotowa – wykaz dokumentów, które są cytowane lub na które powołuje się autor publikacji. Wykaz obejmuje dokumenty takie jak książki, artykuły, gazety, czasopisma, publikacje elektroniczne i inne. Niekiedy bibliografia załącznikowa może zawierać także listę dzieł autora opisywanego w publikacji, bądź też dzieła związane tematycznie z przedmiotem publikacji.
Opisy dokumentów, określane są jako opisy bibliograficzne, sporządzane są na podstawie karty tytułowej książki lub etykiety w zależności od typu dokumentu. Regułą jest stosowanie języka i pisowni zgodnej z występującymi na dokumencie. Dla zapisów w alfabecie innym niż łaciński dopuszczalna jest forma transliterowana. Wszelkie informacje dodane do opisu przez autora publikacji podawane są w języku tekstu głównego. Książki wydane przed rokiem 1801 powinny być opisane według reguł dla dzieł współczesnych. Opis bibliograficzny powinien zawierać wszystkie dane niezbędne do odnalezienia cytowanej pozycji. W celu oszczędzenia miejsca wymagają skracania opisu do niezbędnego minimum. Wymagane może być też skracanie nazw czasopisma, chociaż są też wydawcy konsekwentnie zabraniający takiej praktyki.
Dokumenty opisane w bibliografii załącznikowej mogą być uszeregowane według następujących kryteriów:
- układ alfabetyczny,
- układ chronologiczny - stosowany dla prac jednego autora,
- układ rozumowany - poszczególne grupy szeregowane są alfabetycznie,
  - dla rozdziałów,
  - dla dzieł,
  - według zagadnienia,
- układ w kolejności cytowania,
- układ nazwisko-data.

Prace naukowe i akademickie charakteryzują się występowaniem licznych powołań. Pozycje w bibliografii połączone z właściwym fragmentem tekstu w systemie „autor-rok” (Harvard system) lub „autor-numer” (Vancouver system). W tego rodzaju pracach bibliografia załącznikowa pełni jednocześnie funkcję przypisów bibliograficznych. Wymagane jest aby w bibliografii wymienione były jedynie te pozycje, na które wskazują powołania w tekście głównym publikacji.
W systemie „autor-rok” odwołania w tekście podstawowym tworzone są poprzez podanie nazwy autora i roku wydania pracy w nawiasach kwadratowych lub okrągłych, przy czym jeżeli nazwisko autora użyte jest w zdaniu, w nawiasie wskazywany jest tylko rok. Przy wielu powołaniach po jednej informacji nazwiska i daty uwieszane są w jednym nawiasie nie alfabetycznie lecz według kolejności chronologicznej. Wskazanie określonego fragmentu publikacji źródłowej obywa się poprzez dodanie w nawiasie numeru strony i ewentualnie numeru tomu. Nie ma jednej konwencji interpunkcyjnej dla zapisu powołania. Ważne jest aby w całej publikacji interpunkcja powołań była jednolita.
W systemie „autor-numer” powołania i cytaty w tekście głównym zakończone są numerem w nawiasie. Te same numery umieszczone są przy opisach bibliograficznych bibliografii załącznikowej. Możliwe jest dodanie w nawiasie numeru stron w celu wskazania konkretnych fragmentów. Powołanie się na kilka pozycji z bibliografii realizowane jest poprzez umieszczenie kilku numerów pomiędzy nawiasami. System jest wykorzystywany w czasopismach „Science” i „Nature”, w wielu czasopismach medycznych, czasopismach przeglądowych oraz książkach. Publikacje te charakteryzują się wyjątkowo licznymi powołaniami a metoda cytowań pozwala zaoszczędzić miejsce.